# ناگولیاددا
ناگولیاددا (به لاتین: Naguliadda) یک منطقهٔ مسکونی در سری‌لانکا است که در استان جنوبی (سری‌لانکا) واقع شده‌است.